# 杭州半山国家森林公园
30°21′42.68″N 120°10′55.16″E / 30.3618556°N 120.1819889°E
杭州半山国家森林公园位于浙江省杭州市北部的拱墅区半山街道。规划总面积752.81公顷，核心景观区面积69.35公顷，由半山公园、龙山公园、虎山公园三个公园连通组成。2011年1月21日经原国家林业局批准正式挂牌，是杭州主城区首个国家级森林公园。

## 生态
公园森林覆盖率为90.1%，公园范围内有动物143种，其中国家级保护动物14种；植物671种，其中国家级保护植物5种。

## 景观
半山主峰凉帽尖，海拔280米。

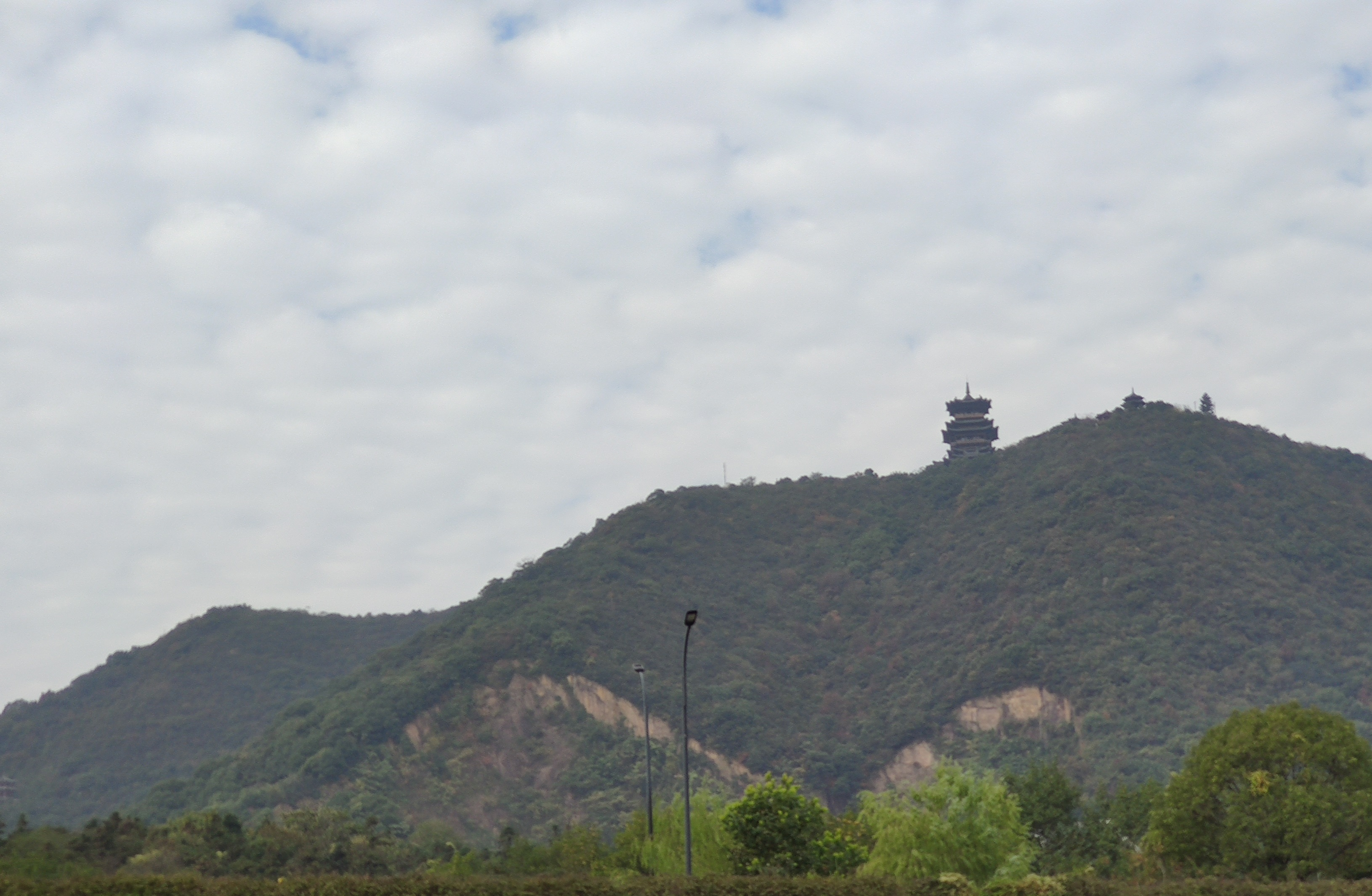

- 望宸阁，为南宋楼阁式建筑，建在主峰附近山脊。有观光车往返于山脚山顶。[2]
- 显宁寺，位于半山北麓，曾与灵隐寺齐名，现已修缮。[3]
- 战国水晶杯，发现于此处的战国墓，现山麓西北侧开工建设了战国水晶杯公园。[4]
- 崇光寺，全名崇光显孝寺，主建筑遗址在今杭州钢铁集团行政办公楼，现已不存。
- 半山娘娘庙，位于南部山腰。
- 衣锦桥，位于南部山脚，跨上塘河，桥北侧有一座四五米高的文天祥人物雕塑。

## 皋亭山
皋亭山与半山，在城市文化、历史地理概念上一般指同一山脉，即杭州城北诸山。自西往东的山峰依次为半山、老虎山、黄鹤山、元宝山、皋亭山、桐扣山、佛日山等。 